# Воєводська дорога 108 (Польща)
Воєводська дорога 108 (DW108) — воєводська дорога класу G у провінції Zachodniopomorskie, довжиною 38,2 км, що сполучає швидкісну дорогу S3 у Парлувко з воєводською дорогою № 109 у Плотах. Дорога пролягає через 2 повіти: Кам'єнський (ґміна Волін і Гольчево) та Грифіцький (ґміна Плоти).

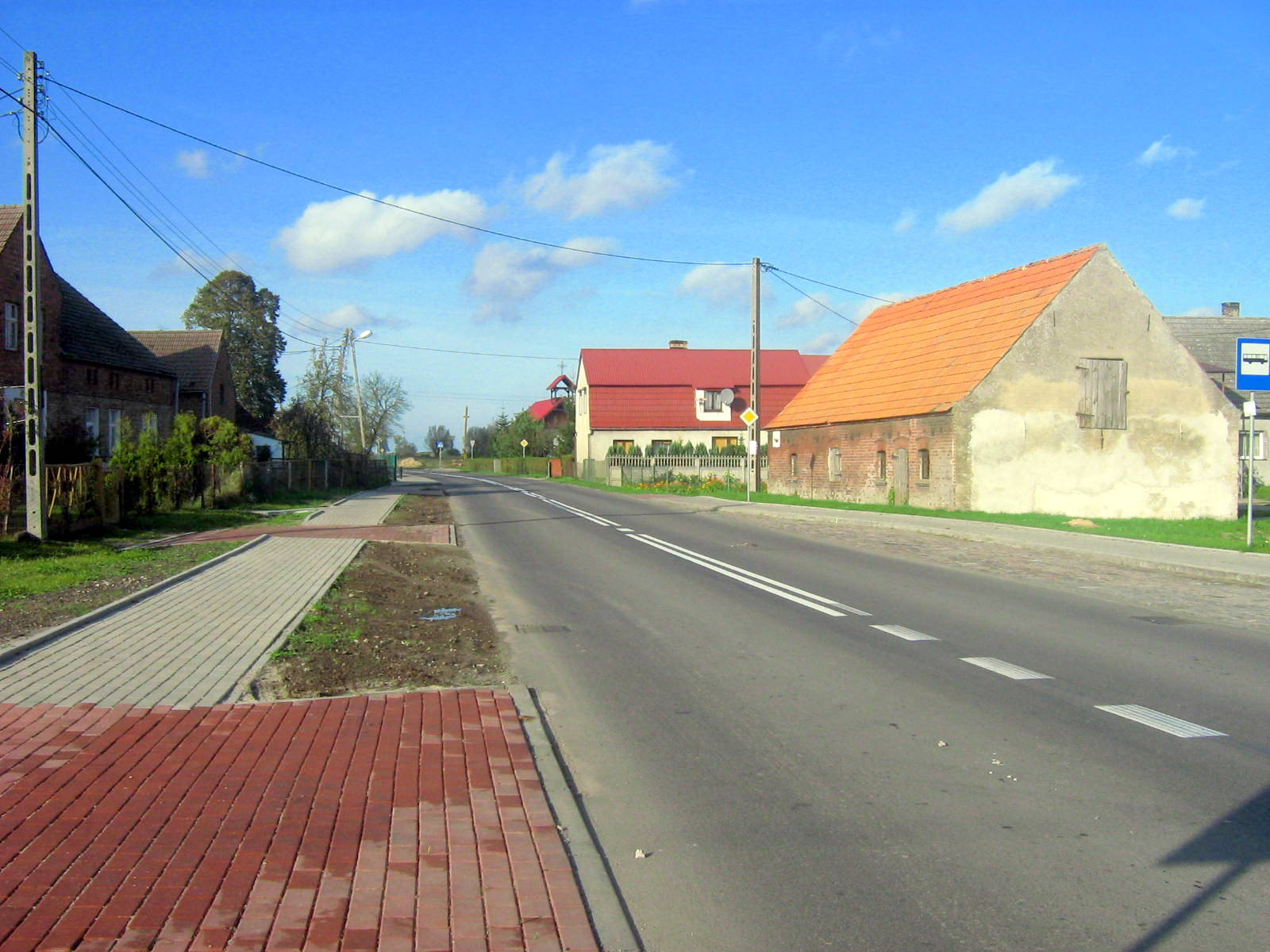
DW108 у Кретлево

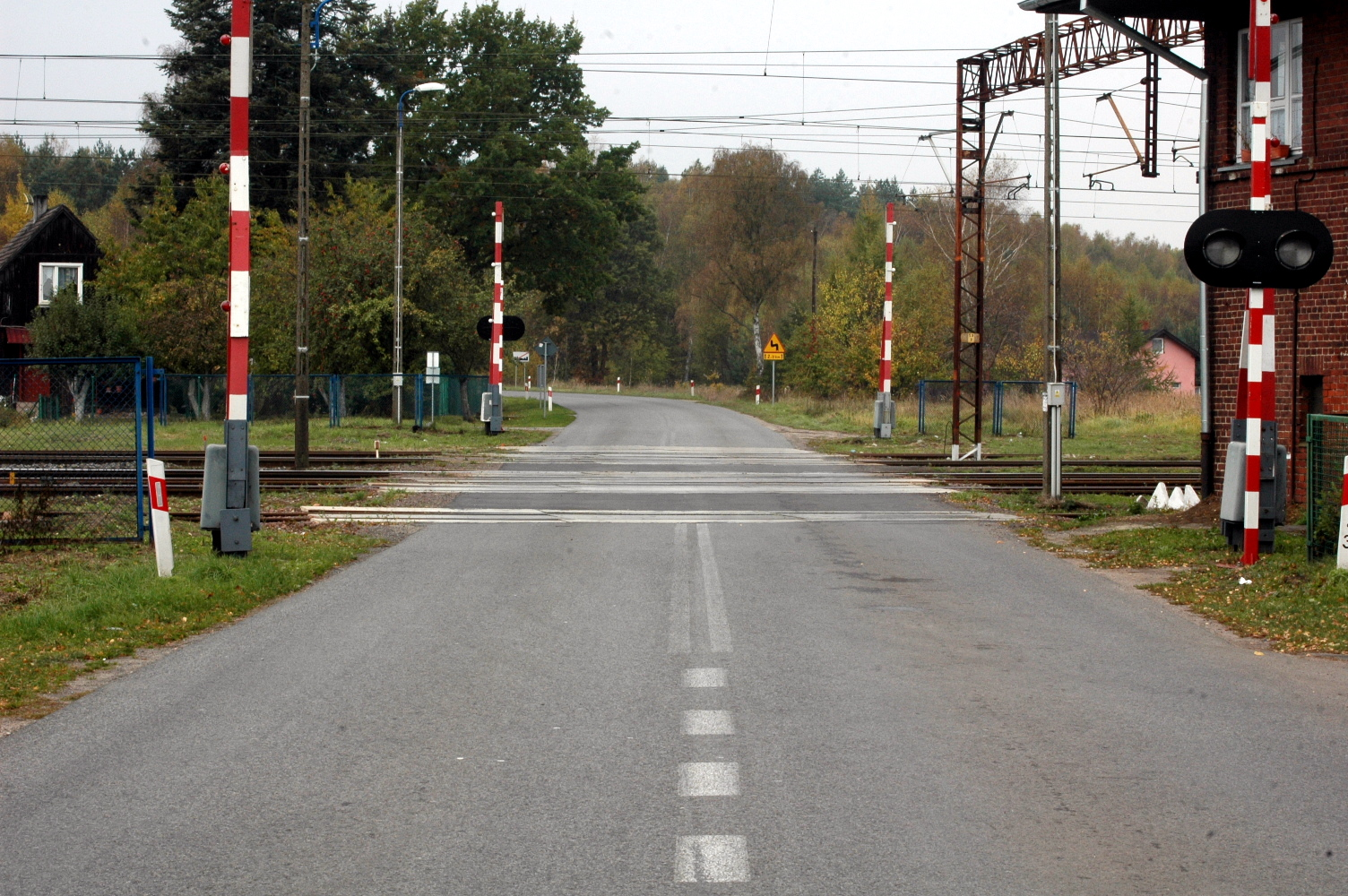
Висока Кам'янська, залізничний переїзд. Воєводська дорога № 108, що перетинає залізничну лінію № 401 у Високій Кам'янській.

## Допустиме навантаження на вісь
З 13 березня 2021 року дозволено рух транспортних засобів з навантаженням на одну ведучу вісь до 11,5 тонн на всій протяжності дороги, крім окремих місць, позначених заборонним знаком В-19.

## Міста вздовж маршруту 108
- Парловко
- Стшегово
- Висока Кам'янська
- Бачислав
- Кретлево
- Гадом
- Гольчево
- Унібуж
- Трусколас
- Мехово
- Совно
- Плоти